# Aikahika veta
Aikahika veta (лат.) — ископаемый вид мелких подёнок, единственный в составе рода †Aikahika из семейства Тонкожилковые подёнки (Leptophlebiidae). Ранний эоцен (ипрский ярус, 55—53 млн лет назад). Камбейский янтарь (Гуджарат, Индия). Самый древний ископаемый представитель семейства и первая ископаемая поденка из камбейского янтаря.

## Этимология
Видовое название A. veta происходит от латинского слова «Veta», которое означает «старый», что указывает на древний возраст ископаемого насекомого. Родовое название Aikahika происходит от санскритского слова Aikāhika, означающего «длится всего один день», что относится к короткой продолжительности жизни взрослых поденок.

## Описание
Длина тела самца около 2,5 мм (голотип BSIP 42401). Доли пениса сужаются к вершине, отделены от основания (расстояние между долями пениса немного меньше ширины долей пениса); отношение длины передней голени к длине передней лапки около 1,22; форцепсы расширены субапикально, с крошечным апикальным сегментом. Большие сложные глаза (диаметр около 0,39 мм), верхняя часть с прямоугольными фасетками. Усики длиной 0,73 мм, увеличенный скапус немного короче педицеллуса. Торакс: грудная стерна частично видна с вентролатеральной стороны, с распознаваемыми среднегрудным базистернумом и фуркастернумом. Фуркастернум со срединной продольной инвагинацией. Видимость точной формы стернитов нарушена трещиной в янтарной матрице, создающей оптически искажающий интерфейс в этой области. Это описание первых ископаемых поденок из камбейского янтаря и представляет собой старейшее появление Atalophleboculata (клада включающая Terpidinae и Castanophlebiinae). Эти ископаемые останки поденок, вероятно, представляют собой одни из немногих выживших представителей Гондваны на дрейфующей Индийской плите.